# Нечестная игра
«Нечестная игра» (англ. The Skin Game, альтернативные названия «Грязная игра», «Поигрывание кожей») — кинофильм режиссёра Альфреда Хичкока, снятый в 1931 году. 
Экранизация одноимённой пьесы Джона Голсуорси (1920).

## Сюжет
Богатая семья Хиллкрист ведёт вражду со спекулянтом Хорнблауэром, который в нарушение данного им слова выгнал обедневших фермеров с проданных ему земель, чтобы построить там промышленные сооружения.
Однажды миссис Хиллкрист получает дискредитирующие сведения о прошлом Хлои, невестки Хорнблауэра. Зная это секрет, она шантажирует спекулянта, чтобы заставить его свернуть строительство…

## Интересные факты
Фильм снимался на четыре камеры одновременно с записью звука.

## В ролях
- Чарльз Франс — мистер Хиллкрист
- Хелен Хэйи — миссис Хиллкрист
- Джилл Эсмонд — Джилл Хиллкрист
- Эдмунд Гвенн — мистер Хорнблауэр
- Джон Лонгден — Чарльз Хорнблауэр
- Филлис Констам — Хлоя Хорнблауэр
- Фрэнк Лоутон — Рольф Хорнблауэр
- Херберт Росс — мистер Джекман
- Дора Грегори — миссис Джекман
- Эдвард Чепмен — Докер
- Р. Э. Джеффри — первый незнакомец
- Джордж Бэнкрофт — второй незнакомец
- Рональд Франкау — аукционист
- Родни Экланд (нет в титрах)
- Айвор Барнард — эпизод (нет в титрах)

## Съёмочная группа
- Режиссёр: Альфред Хичкок
- Сценаристы: Джон Голсуорси (сюжет), Альфред Хичкок (адаптация), Альма Ревилль (сценарий)
- Продюсер: Джон Максвелл
- Оператор: Джек Э. Кокс
- Монтаж: Э. Р. Гобберт, Рене Маррисон
- Звукооператор: Алекс Мюррей
- Художник: Дж. Б. Максвелл